# Karl Otto Graebner
Karl Otto Graebner (Dortmund, 1871 – 1933) è stato un botanico tedesco.